# Filipijnse boomklever

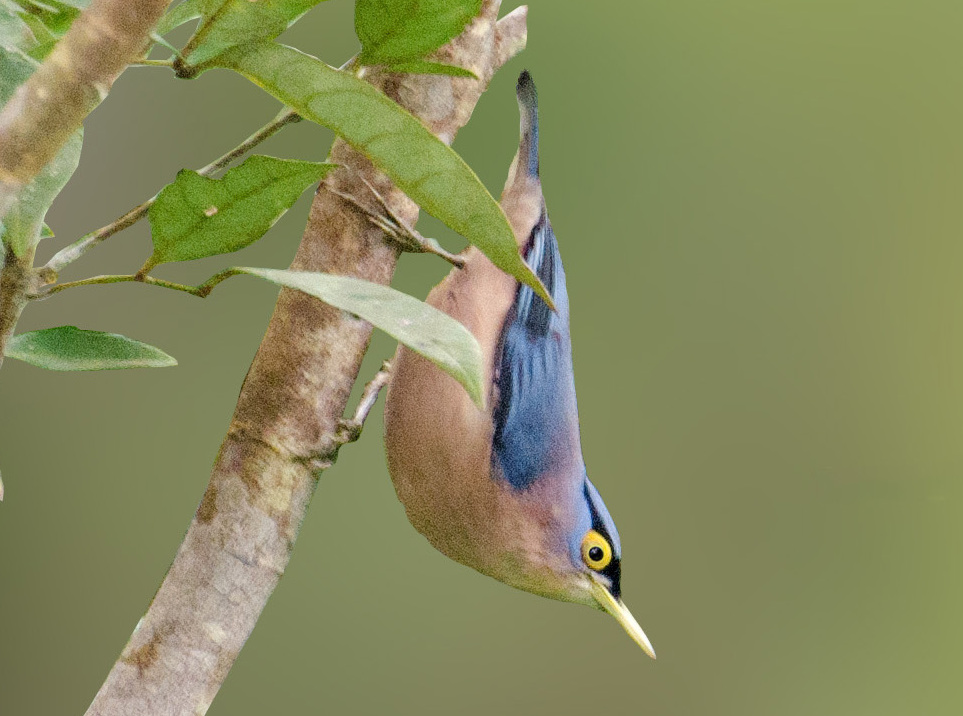

De Filipijnse boomklever (Sitta oenochlamys) is een zangvogel uit het geslacht Sitta.

## Verspreiding en leefgebied
Deze soort is endemisch op de Filipijnen en telt 6 ondersoorten:
- S. o. mesoleuca: noordwestelijk Luzon.
- S. o. isarog: Luzon, behalve het noordwesten.
- S. o. lilacea: de oostelijk-centrale Filipijnen.
- S. o. apo: Mindanao, behalve het Zamboanga-schiereiland.
- S. o. zamboanga: het Zamboanga-schiereiland, Basilan en oostelijk Bolod.
- S. o. oenochlamys: de westelijk-centrale Filipijnen.